# Rodwell Ferguson
Rodwell Ferguson – belizeński polityk, członek Zjednoczonej Partii Ludowej, poseł z okręgu Stann Creek West.

## Życiorys
Związał się z chadecką Zjednoczoną Partią Ludową i z jej ramienia kandydował do parlamentu.
Ferguson 7 marca 2012 został członkiem Izby Reprezentantów z okręgu Stann Creek West, w którym pokonał w wyborach przedstawiciela UDP: Melvina Hulse’a, zdobywając 3272 głosy (stosunek głosów: 53,44% do 44,06%). Zjednoczona Partia Ludowa pozostała w tej kadencji w opozycji.